# Mor (film fra 2016)
|  | Denne artikel er oprettet af botten Steenthbot ud fra en ekstern database. Den kan derfor have sproglige fejl eller mangler. Denne skabelon kan fjernes efter kontrol af indholdet. |

 For alternative betydninger, se Mor (flertydig). (Se også artikler, som begynder med Mor)
Mor er en dansk kortfilm fra 2016 instrueret af Andrea Stief.

## Handling
Den unge Amanda svarer på en utraditionel annonce: hun skal spille en fremmed kvindes datter for en aften. Hendes ’mor’ viser sig at være en midaldrende kvinde, der serverer vin, forærer Amanda tøj og kalder hende ’Skat’. Amanda finder sig hurtigt til rette i sin nye rolle, og aftenen udvikler sig til at være mere end bare skuespil for Amanda. Dette lille psykologiske drama udforsker grænsen mellem det fremmede og det velkendte, og hvordan identitet er forbundet med familierelationer.

## Medvirkende
- Maria Jernov, Amanda
- Ellen Hillingsø, Mor
- Esben Dalgaard, Mand
- Charlotte Staal, Dame